# Atlanta, Georgia
Atlanta je glavni i najveći grad u američkoj saveznoj državi Georgiji, a ujedno je i sjedište okruga Fulton, iako se dio grada, koji mu je pridodan 1909., nalazi u okrugu DeKalb, a veći dio zračne luke je smješten u okrugu Clayton. Prema procjenama iz prosinca 2004. grad je imao 425,000 stanovnika, a njegovo brzorastuće metropolitansko područje je imalo 4,708.297 stanovnika, što ga čini devetim najvećim metropolitanskim područjem u Sjedinjenim Državama. 
Atlanta je nedvojbeno uzor svjetskim gradovima koji se susreću s rapidnim širenjem, rastom populacije i komercijalnim razvojem. Njezin razvoj započeo je početkom 19. stoljeća, kad je bila željezničko čvorište. Međutim, grad je bio uvelike uništen tijekom Građanskog rata, ali je pravovremeno obnovljen i ubrzo postaje glavni grad savezne države Georgije. U 20. stoljeću Atlanta je bila sjedište Američkog pokreta za prava građana, a 1996. je ugostila ljetne Olimpijske igre, koje su se održavale na stotu godišnjicu od prvih takvih igara modernog doba.
Jedan od nadimaka grada je "The Phoenix City" ("Grad feniksa"), a povezan je s njegovim brzim oporavkom nakon Građanskog rata. Feniks se pojavljuje i na mnogim simbolima Atlante, uključujući grb i zastavu grada.

## Unutrašnje poveznice
- Popis gradova SAD-a

## Vanjska poveznica
|  | Zajednički poslužitelj ima još gradiva o temi Atlanta |
|  | Wikizvor ima izvorni tekst Atlanta                    |
|  | Wikizvor ima izvorna djela autora: Atlanta            |
|  | Wječnik ima rječničku natuknicu Atlanta               |
|  | Wikiknjige imaju gradivo o temi Atlanta               |
|  | Wikicitati imaju zbirke citata o temi Atlanta         |

- Službene internet stranice grada Atlante
- Aerodrom u Atlanti